# Герцог Саффолк
Герцог Саффолк і граф Саффолк — титули, які було створено у системі перства Англії. Саффолк (Suffolk) — старовинний англійський дворянський рід. Первинно титул графів Саффолк належав роду Кліффорд.
Третя креація титулу герцога Саффолка було здійснена для Генрі Грея, 3-го маркіза Дорсета, у 1551 році. Герцог також мав титул Барон Феррерс Гробі (1300). Ці титули було скасовано, коли герцога було позбавлено прав і страчено за зраду 1554 року разом із своєю дочкою Джейн Грей.
З 1603 року титул графа Саффолк перейшов до лорда Томаса Говарда, який відзначився у війні проти «армади» Філіпа II Іспанського. Його нащадки донині мають титул графів Саффолк і графів Беркшир.

## Графи Саффолк, перша креація (графи Саффолк іНорфолк)
- Ральф I, граф Східної Англії (1011—1068)
- Ральф II, граф Східної Англії (1040—1096) (скасовано 1074 року)

## Графи Саффолк, друга креація (1337)
- Роберт д'Уффорд, 1-й граф Саффолк (1298—1369)
- Вільям д'Уффорд, 2-й граф Саффолк (1330—1382)

## Графи Саффолк, третя креація (1385)
- Майкл де Ла Поль, 1-й граф Саффолк (1330—1389) (титули конфісковано 1388 року)
- Майкл де Ла Поль, 2-й граф Саффолк (1367—1415) (відновлено 1398 року; титул конфісковано 1399 року; відновлено 1399 року)
- Майкл де Ла Поль, 3-й граф Саффолк (1394—1415)
- Вільям де Ла Поль, 4-й граф Саффолк (1396—1450) (зведений у звання герцога Саффолка 1448 року)

## Герцоги Саффолк, перша креація (1448)
- Вільям де Ла Поль, 1-й герцог Саффолк (1396—1450) (герцогство конфісковано 1450 року),
- Джон де Ла Поль, 2-й герцог Саффолк (1442—1492) (титул відновлено 1463 року),
- Едмунд де Ла Поль, 3-й герцог Саффолк (1472—1513) (герцогство конфісковано у 1493 році; графство конфісковано у 1504 році)
  - Річард де ла Поль (1480-1525), титулярний герцог Саффолк з 1513 року

## Герцоги Саффолк, друга креація (1514)
- Чарльз Брендон, 1-й герцог Саффолк (1484—1545)
- Генрі Брендон, 2-й герцог Саффолк (1535—1551)
- Чарльз Брендон, 3-й герцог Саффолк (1537—1551)

## Герцоги Саффолк, третя креація (1551)
- Генрі Грей, 1-й герцог Саффолк (конфісковано 1554 року)

## Графи Саффолк, четверта креація (1603)
- Томас Говард, 1-й граф Саффолк (1561—1626)
- Теофіл Говард, 2-й граф Саффолк (1584—1640)
- Джеймс Говард, 3-й граф Саффолк (1620—1689)
- Джордж Говард, 4-й граф Саффолк (1624—1691)
- Генрі Говард, 5-й граф Саффолк (1627—1709)
- Генрі Говард, 6-й граф Саффолк, 1-й граф Біндон (1670—1718)
- Чарльз Вільям Говард, 7-й граф Саффолк, 2-й граф Біндон (титул графа Біндона скасовано) (1693—1722)
- Едвард Говард, 8-й граф Саффолк (1672—1731)
- Чарльз Говард, 9-й граф Саффолк (1675—1733)
- Генрі Говард, 10-й граф Саффолк (1706—1745)
- Генрі Бовес Говард, 11-й граф Саффолк, 4-й граф Беркшир (1687—1757)
- Генрі Говард, 12-й граф Саффолк, 5-й граф Беркшир (1739—1779)
- Генрі Говард, 13-й граф Саффолк, 6-й граф Беркшир (1779—1779)
- Томас Говард, 14-й граф Саффолк, 7-й граф Беркшир (1721—1783)
- Джон Говард, 15-й граф Саффолк, 8-й граф Беркшир (1739—1820)
- Томас Говард, 16-й граф Саффолк, 9-й граф Беркшир (1776—1851)
- Чарльз Джон Говард, 17-й граф Саффолк, 10-й граф Беркшир (1804—1876)
- Генрі Чарльз Говард, 18-й граф Саффолк, 11-й граф Беркшир (1833—1898)
- Генрі Молінекс Паджет Говард, 19-й граф Саффолк, 12-й граф Беркшир (1877—1917)
- Чарльз Генрі Джордж Говард, 20-й граф Саффолк, 13-й граф Беркшир (1906—1941)
- Майкл Джон Джеймс Джордж Роберт Говард, 21-й граф Саффолк, 14-й граф Беркшир (нар. 1935)

Прямий спадкоємець — єдиний син 21-го графа Олександр Чарльз Майкл Вінстон Робсахм Говард, віконт Андовер (нар. 1974)